# Кутикула
В биологията, кутикула може да се отнася за различни здрави, но гъвкави неминерални външни покрития на различни организми или части от организми, които изпълняват защитна функция. Те са нехомоложни и се различават по своята структура, състав и произход. Клетките на покривната тъкан на листата и някои стъбла отделят вещества, които образуват външен плътен слой върху клетъчните им стени – кутикула.